# 市原圭
市原 圭（いちはら けい、1973年9月8日 - ）は、大阪府出身の元プロ野球選手（内野手、右投右打）。
父の市原稔もプロ野球選手（南海ホークス所属）で、後に南海・阪神・近鉄で通訳・コーチ・渉外担当などを歴任していた。

## 来歴・人物
上宮高校では、薮田安彦や中村豊や久保孝之と同期で、1年時には元木大介、種田仁らと夏の甲子園大会で控え選手として出場経験がある。黒田博樹は1年後輩であった。
1991年のプロ野球ドラフト会議で福岡ダイエーホークスから8位指名を受け入団。高校同期の久保もダイエーから9位指名を受け入団している。
一軍出場がないまま1993年オフにダイエーを自由契約となり、入団テストを受け中日ドラゴンズに移籍。主に代走、守備固め要員として活躍した。
両打ちに挑戦していた時期があった。
1995年のプロ初安打も左打席で放っている。
1996年は18試合の出場にとどまっているが、8月11日にはダネル・コールズの守備固めとして三塁の守備に就き、野口茂樹がノーヒットノーランを達成した瞬間をグラウンドで迎えた。
1998年途中、父・稔が球団編成次長を務めている大阪近鉄バファローズに金銭トレードにて移籍。
2002年に自由契約となり、現役を引退した。
引退後は広告代理業のタイディプロモーションを経て、大阪市内で飲食店を経営している。

## 詳細情報

### 年度別打撃成績
| 年 度     | 球 団     | 試 合 | 打 席 | 打 数 | 得 点 | 安 打 | 二 塁 打 | 三 塁 打 | 本 塁 打 | 塁 打 | 打 点 | 盗 塁 | 盗 塁 死 | 犠 打 | 犠 飛 | 四 球 | 敬 遠 | 死 球 | 三 振 | 併 殺 打 | 打 率 | 出 塁 率 | 長 打 率 | O P S |
| --------- | --------- | ----- | ----- | ----- | ----- | ----- | -------- | -------- | -------- | ----- | ----- | ----- | -------- | ----- | ----- | ----- | ----- | ----- | ----- | -------- | ----- | -------- | -------- | ----- |
| 1995      | 中日      | 10    | 18    | 17    | 3     | 4     | 0        | 0        | 0        | 4     | 0     | 1     | 0        | 0     | 0     | 1     | 0     | 0     | 6     | 1        | .235  | .278     | .235     | .513  |
| 1996      | 中日      | 18    | 6     | 6     | 6     | 0     | 0        | 0        | 0        | 0     | 0     | 1     | 1        | 0     | 0     | 0     | 0     | 0     | 1     | 0        | .000  | .000     | .000     | .000  |
| 1997      | 中日      | 22    | 7     | 7     | 4     | 0     | 0        | 0        | 0        | 0     | 0     | 0     | 1        | 0     | 0     | 0     | 0     | 0     | 1     | 0        | .000  | .000     | .000     | .000  |
| 2000      | 近鉄      | 4     | 1     | 1     | 0     | 1     | 0        | 0        | 0        | 1     | 0     | 1     | 0        | 0     | 0     | 0     | 0     | 0     | 0     | 0        | 1.000 | 1.000    | 1.000    | 2.000 |
| 2001      | 近鉄      | 29    | 10    | 6     | 7     | 0     | 0        | 0        | 0        | 0     | 1     | 0     | 0        | 0     | 1     | 2     | 0     | 1     | 1     | 1        | .000  | .300     | .000     | .300  |
| 通算：5年 | 通算：5年 | 83    | 42    | 37    | 20    | 5     | 0        | 0        | 0        | 5     | 1     | 3     | 2        | 0     | 1     | 3     | 0     | 1     | 9     | 2        | .135  | .214     | .135     | .349  |

### 記録
- 初出場・初先発出場：1995年9月26日、対広島東洋カープ26回戦（広島市民球場）、2番・遊撃手として先発出場
- 初安打：同上、5回表に山内泰幸から三塁内野安打
- 初打点：2001年5月2日、対日本ハムファイターズ7回戦（大阪ドーム）、9回裏に斉藤貢から右犠飛

### 背番号
- 49（1992年 - 1993年）
- 69（1994年 - 1998年途中）
- 45（1998年途中 - 2002年）